# Всероссийская олимпиада школьников по географии
Всеросси́йская олимпиа́да шко́льников по геогра́фии — всероссийская ежегодная предметная олимпиада по общеобразовательному предмету география. В заключительном этапе обычно принимают участие учащиеся 9—11 классов, однако к участию допускаются 5-8 классов. Олимпиада является частью системы всероссийских олимпиад школьников.
Заключительный этап состязания проводится ежегодно с 1992 года и проходит в различных российских городах. Победители и призёры Всероссийской олимпиады по географии пользуются льготами при поступлении на географические факультеты различных университетов России.

## Цели и задачи олимпиады
Целями и задачами Всероссийской олимпиады школьников по географии являются:
- Выявление у обучающихся географических способностей, а также выявление лучших среди увлекающихся географией школьников[4].
- Развитие у обучающихся интереса к научно-исследовательской деятельности[4].
- Отбор школьников для формирования команды Российской Федерации для участия в последующих международных состязаниях школьников по географии таких, как Международная географическая олимпиада и Чемпионат мира по географии.
- Пропаганда географии и географических знаний в ученической и педагогической средах[5].

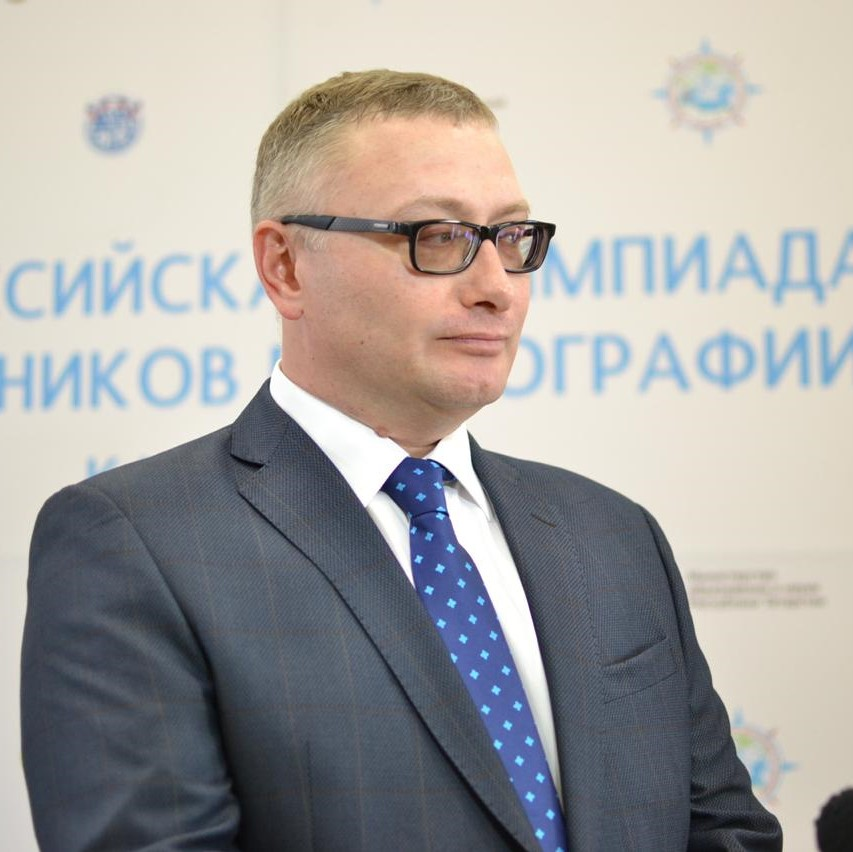
Председатель Центральной предметно-методической комиссии всероссийской олимпиады школьников по географии Министерства просвещения РФ — кандидат географических наук, доцент географического факультета МГУ,

## История олимпиады
История географических олимпиад начинается в конце 1940-х гг., когда на географическом факультете Московского государственного университета им. Ломоносова стали проводить Олимпиаду МГУ по географии. Поначалу в ней участвовали только московские школьники, но впоследствии школьники и из других районов СССР изъявили желание участвовать в Олимпиаде, поэтому было решено придать олимпиаде МГУ статус открытой. Благодаря этому Открытая олимпиада МГУ по географии стала одной из самых массовых по числу участников олимпиадой по географии в мире.
Затем подобные соревнования стали появляться в других крупных советских городах, таких как Ленинград, Горький и др. В связи с развитием олимпиадного движения в 1991 году было решено провести Первую Всесоюзную олимпиаду школьников по географии, которая прошла в Крыму в городе Керчь. Участники этой олимпиады представляли РСФСР, УССР, БССР, УзССР.
После распада СССР олимпиадное движение продолжало развиваться, и в марте 1992 года под Ярославлем состоялась I Всероссийская олимпиада школьников по географии. Её задания были составлены научными сотрудниками географического факультета МГУ — А. С. Наумовым, А. И. Даньшиным и Н. Б. Денисовым.
С 1992 по 2023 гг. прошла уже 31 олимпиада. За это время местом проведения заключительного этапа побывали 22 города. Орёл, Кисловодск, Липецк и Ульяновск принимали олимпиаду дважды, Нижний Новгород - трижды, Тверь — четырежды (в 2020 году Тверь должна была принять олимпиаду в пятый раз).
Заключительный этап олимпиады вначале состоял из двух туров — теоретического и практического (с 2001 года — полевого), а с 2010 года состоит из трёх туров — теоретического, практического и тестового. С 1994 года в программу олимпиады был включен конкурс знатоков. В 2004-2013 гг. генеральным партнёром олимпиады был журнал «Вокруг Света». В 2020 г. партнерами являются РГО и Navitel.

## Места проведения олимпиады
После олимпиады в Ярославле организаторы приняли решение проводить заключительный этап в различных городах России. «Кочевой» принцип проведения олимпиады позволил многим городам становиться на время центром российской школьной географической мысли, тем самым повышая уровень интереса к географии в субъекте и городе проведения. Обычной практикой стало пополнение числа призёров и победителей школьниками из принимающего олимпиаду субъекта.
| Номер  | Дата                   | Город                   | Участников | Награждено | Абсолютный победитель       |
| ------ | ---------------------- | ----------------------- | ---------- | ---------- | --------------------------- |
| I      | 1992                   | Ярославль               |            |            |                             |
| II     | 1993                   | Тамбов                  |            |            |                             |
| III    | 1994                   | Ульяновск, Димитровград |            |            | Роман Захаров               |
| IV     | 1995                   | Новгород                |            |            | Роман Фомин                 |
| V      | 1996                   | Тверь                   | 124        |            | Артём Столповский           |
| VI     | 1997                   | Смоленск                | 99         |            | Владимир Проскуряков        |
| VII    | 1998                   | Владимир                | 115        |            | Станислав Быков             |
| VIII   | 1999                   | Пенза                   | 132        |            | Григорий Касьянов           |
| IX     | 27 марта—1 апреля 2000 | Орёл                    | 132        | 9          | Виктор Абызов Никита Мазеин |
| X      | 24—30 апреля 2001      | Туапсе                  | 165        |            | Владимир Подгусков          |
| XI     | 22—26 апреля 2002      | Нижний Новгород         | 133        | 13         | Вадим Морозов               |
| XII    | 21—26 апреля 2003      | Липецк                  | 144        | 9          | Сергей Козырев              |
| XIII   | 19—24 апреля 2004      | Калуга                  | 199        | 24         | Николай Куричев             |
| XIV    | 25—30 апреля 2005      | Рязань                  | 185        | 19         | Андрей Горбунов             |
| XV     | 24—29 апреля 2006      | Тверь                   | 212        | 33         | Иван Прохоров               |
| XVI    | 23—28 апреля 2007      | Железноводск            | 222        | 38         | Иван Кузнецов               |
| XVII   | 20—26 апреля 2008      | Белгород                | 243        | 48         | Александр Пестич            |
| XVIII  | 19—25 апреля 2009      | Орёл                    | 204        | 69         | Александр Пестич            |
| XIX    | 25—30 апреля 2010      | Кисловодск              | 205        | 67         | Ксения Соколова             |
| XX     | 24—29 апреля 2011      | Тверь                   | 189        | 64         | Егор Шустов                 |
| XXI    | 22—27 апреля 2012      | Санкт-Петербург         | 201        | 65         | Дмитрий Куприянов           |
| XXII   | 21—26 апреля 2013      | Саратов                 | 176        | 67         | Николай Сурков              |
| XXIII  | 20—25 апреля 2014      | Оренбург                | 201        | 60         | Константин Васильев         |
| XXIV   | 19—25 апреля 2015      | Кисловодск, Пятигорск   | 198        | 63         | Егор Шевчук                 |
| XXV    | 17—23 апреля 2016      | Тверь                   | 219        | 95         | Олег Железный               |
| XXVI   | 21—27 апреля 2017      | Нижний Новгород         | 206        | 92         | Ален Коспанов               |
| XXVII  | 23—28 апреля 2018      | Ульяновск               | 209        | 89         | Андрей Яковлев              |
| XXVIII | 21—26 апреля 2019      | Казань                  | 203        | 95         | Андрей Яковлев              |
| XXIX   | 20—26 апреля 2020      | Тверь (Отменена)        | —          | —          | —                           |
| XXX    | 16—22 апреля 2021      | Липецк                  | 263        | 118        | Ольга Овчинникова           |
| XXXI   | 26—31 марта 2022       | Ставрополь              | 260        | 132        | Тимофей Морозов             |
| XXXII  | 24—30 апреля 2023      | Нижний Новгород         | 251        | 129        | Илия Конь                   |
| XXXIII | 24—27 апреля 2024      | Воронеж                 | 274        | 134        | Иван Офицеров               |
| XXXIV  | 21—26 апреля 2025      | Нальчик                 | 269        | 136        | Никита Русаков              |

## Этапы проведения олимпиады
Согласно Положению о Всероссийской олимпиаде школьников, выделяются следующие этапы олимпиады:
- Школьный этап — организуется и проводится образовательными учреждениями в октябре; участие в нём могут принимать желающие учащиеся 6—11 классов образовательных учреждений[21];
- Муниципальный этап — проводится органами местного самоуправления или местными (муниципальными) органами управления образованием в ноябре-декабре; участие в нём могут принимать учащиеся — победители и призёры школьного этапа Олимпиады текущего учебного года[21].
- Региональный этап — организуется органами государственной власти субъектов Российской Федерации в сфере образования; проводится в январе — феврале; участие в нём могут принимать учащиеся 9—11 классов образовательных учреждений, ставшие победителями и призёрами муниципального этапа текущего года и (или) призёры и победители регионального этапа предыдущего года[22];
- Заключительный этап — организуется Федеральным агентством по образованию; проводится в середине-конце апреля; помимо победителей и призёров предыдущего этапа олимпиады, в заключительном этапе принимают участие победители и призёры заключительного этапа прошлого года, если они по-прежнему обучаются в образовательных учреждениях[22].

### Заключительный этап
Заключительный этап Всероссийской олимпиады школьников по географии содержит в себе следующие мероприятия: открытие олимпиады, I (теоретический), II (практический) и III (тестовый) туры, апелляция, конкурс знатоков географии и награждение победителей и призёров олимпиады.

#### I (теоретический) тур
Теоретический тур олимпиад был введён в программу олимпиады с I Олимпиады в Ярославле. Задания для первого тура — комплексные, в которых необходимо проявить знания нескольких разделов школьных программы по географии, а также, исходя из задания, знания из смежных и прочих научных дисциплин, таких, как биология, математика, литература и т. д. Эти задания утверждаются членами Методической комиссии по проведению олимпиад по географии при Министерстве образования России. В зависимости от года, для первого тура составляются от 6 до 7 заданий, из которых в зачет идут либо 4 из 6, либо 5 из 6, либо 5 из 7 заданий, за которые школьник получил наибольшее количество баллов. Максимальная оценка за одно полностью выполненное задание — 20 баллов, из которых 1-2 участник получает за проявленную при решении географическую эрудицию и находчивость. Продолжительность выполнения первого тура олимпиады — 4 астрономических часа, или 240 минут. Задания выполняются учащимися при размещении типа «один участник за одним столом». До 2009 года для выполнения заданий теоретического тура участникам было разрешено пользоваться школьными атласами, однако с 2009 года использование атласов, а также любых электронных устройств, за исключением простого калькулятора, запрещено.

#### II (практический) тур
Практический тур, как и теоретический, был введён в программу олимпиады с ярославской олимпиады 1992 года, но его формат до 2000 года включительно отличался от сегодняшнего формата его проведения. Тогда практический тур олимпиады состоял из одного задания, преимущественно связанного с работой с картой. С 2001 года практический тур олимпиады проводится в полевых условиях. Вечером предшествующего туру дня организаторы тура проводят инструктаж для участников и отдельно для руководителей команд, на котором рассказывается о правилах проведения тура, технике безопасности и т. п., а затем в случайном порядке раздают участникам номера и группируют их в зависимости от присвоенного номера по 10-15 человек. Ориентируясь по стандартной топографической карте местности, участники проходят заданный маршрут. Перед началом тура участникам выдаётся маршрутный лист, в котором жюри отмечает время прибытия и время отбытия участника с точки. Потеря маршрутного листа означает дисквалификацию участника. Маршрут разбит на 5-10 контрольных этапов (точек), где участники выполняют задание, так или иначе связанное с географической спецификой той точки, где они находятся. На выполнение задания отводится от 10 до 20 минут в зависимости от объёма и сложности задания. На некоторых олимпиадах участники выполняли также и маршрутное задание, обычно требующее провести комплексный анализ географических особенностей местности для их практического применения. На некоторых точках с 2004 года участникам необходимо снимать показания с различных приборов, таких как GPS-навигаторы, pH-метры, передвижные электронные метеостанции и т. п. Длительность тура — около 4-5 часов. Практический тур заканчивается с прибытием на контрольную точку «Финиш» последней группы участников.

#### III (тестовый) тур
Тестовый тур был введён в программу олимпиады с 2010 года. Он состоит из 30 закрытых вопросов, направленных на проверку общегеографических, понятийных и фактических географических знаний участников олимпиады. Продолжительность тестового тура — 1 астрономический час.

#### Апелляция
Апелляция проводится в случае несогласия участника с результатами оценивания его работы или нарушения процедуры проведения Олимпиады. Участник может оспорить результаты только теоретического тура — результаты практического и тестового тура не апеллируются. Для проведения апелляции участник Олимпиады подает заявление на имя председателя жюри. После этого оргкомитет олимпиады формирует апелляционную комиссию, которая рассматривает работу участника. На рассмотрении апелляции имеет право присутствовать только участник Олимпиады, подавший заявление. По результатам рассмотрения апелляции о нарушении процедуры Олимпиады апелляционная комиссия выносит одно из следующих решений: либо удовлетворяет, либо отклоняет апелляцию. После апелляции на всеобщее обозрение в месте проведения Олимпиады вывешивается итоговая таблица результатов выполнения олимпиадных заданий, заверенная подписями председателя жюри школьного этапа Олимпиады, которая является официальным итогом заключительного этапа.

#### Конкурс знатоков географии
Конкурс знатоков географии — мультимедийная викторина, которая каждый год проводится после подведения итогов олимпиады. Впервые подобный конкурс был проведён в 1994 году на олимпиаде в Ульяновске и Димитровграде, первым его ведущим был В. Климанов.
В последние годы авторами конкурса выступают студенты Географического факультета МГУ - бывшие победители и призёры олимпиады и сами в прошлом участники конкурса (Мария Самолётова, Ксения Кингсеп, Егор Шевчук, Артур Петросян, Александр Рыбкин и Олег Железный).
Первые вопросы  каждого отборочного раунда среди параллелей традиционно посвящены стране, принимающей Международную олимпиаду по географии, вторые являются комплексными видео-вопросами, а третьи представляют собой блиц, состоящий из 8 кратких вопросов, на каждый из которых даётся 15 секунд. Четвертьфинал, в который попадают по 4 лучших из каждой параллели сохранил традиционную форму - 3 вопроса, объединённые общей тематикой, каждый из которых предполагает угадывание объекта по 3 подсказкам. С 2017 г. полуфинальным этапом Конкурса стала "Своя игра", в которой четвёрке лучших по итогам четвертьфинала предлагается ответить на 30 вопросов, принадлежащим к 6 разным темам и имеющим разную стоимость. Финал Конкурса также сохранил первоначальную форму географической дуэли.

## Задания олимпиады

### Школьный этап
Задания школьного этапа олимпиады разрабатываются предметно-методическими комиссиями муниципального этапа, а также школьными учителями географии с учётом методических рекомендаций комиссии.

### Муниципальный этап
Задания муниципального этапа олимпиады также, как и школьного, разрабатываются предметно-методическими комиссиями муниципального этапа с учётом методических рекомендаций Центральной методической комиссии. При составлении заданий учитываются методические рекомендации центральной методической комиссии Олимпиады по географии. Муниципальный этап Олимпиады целесообразно проводить в один тур, который может состоять из двух раундов — тестового и аналитического. Задания для 11 класса включают самые сложные тесты и задачи по школьному курсу географии — от 6 до 10 классов. В задания тестового тура включают один или несколько тестов, построенных на краеведческом материале. В тестовом раунде обычно не более 30 тестов, пользоваться любыми справочными материалами запрещается. В аналитическом раунде содержится не более 5 задач с открытым ответом. Система оценки — многобалльная, возможно получение участником поощрительных баллов за эрудицию по ходу ответа.
Пример задания аналитического тура:
- На рисунке представлены диаграммы, отражающие отраслевую структуру промышленного производства в четырёх областях Российской Федерации. Цифрами обозначены отрасли:

1 — электроэнергетика, 2 — топливная, 3 — чёрная металлургия, 4 — химическая и нефтехимическая, 5 — машиностроение и металлообработка, 6 — лесная, деревообрабатывающая и целлюлозно-бумажная, 7 — промышленность строительных материалов, 8 — пищевая, 9 — прочие отрасли.
Назовите эти области и объясните, по каким признакам вы определили каждую из них. Ответьте на дополнительные вопросы:
- 1. Какие природные ресурсы определили развитие топливной промышленности в области 3?
- 2. Назовите самый известный бренд (торговую марку) в пищевой промышленности области 4.
- 3. Назовите самый большой по численности населения город в области 1.

Пример задания тестового тура:
Выберите пару городов, где наиболее высока разница температур: а) летом; б) зимой.
- Москва и Магадан.
- Архангельск и Астрахань.
- Калининград и Чита.
- Анадырь и Южно-Сахалинск

### Региональный этап
Задания регионального этапа разрабатываются непосредственно Центральной методической комиссией по географии Всероссийской олимпиады школьников. Региональный этап всероссийской олимпиады школьников по географии включает два раунда, которые проводятся в один день. Теоретический раунд продолжительностью 2,5 часа проводится в первой половине дня. Задания для участников из 9-х и 10-11-х классов различаются.
В I раунде участникам предлагается решить 5 задач. II раунд продолжительностью 2 часа проводится во второй половине дня
Задание II раунда включает 30 тестов и задание по карте. Тесты для участников из 9-х и 10-11-х классов одинаковые. Тесты и задания по карте составлены в одном варианте.
Пример задания теоретического тура:
- Валовой внутренний продукт (ВВП) служит основным параметром измерения величины экономик стран и регионов мира. В целом, недавний экономический кризис негативно сказался на мировом ВВП. Но отмечены существенные различия в годовых темпах изменения величины ВВП между странами, которые связаны со структурными особенностями их национальных экономик.

На рисунке 3 показано изменение годовой величины ВВП за 2007—2009 годы в различных группах стран (линия «А» соответствует Китаю). Определите, какие линии («Б», «В», «Г») относятся:
- к развитым странам,
- к развивающимся странам,
- к миру в целом.

Назовите не менее двух причин, обеспечивающих сохранение высоких темпов экономического роста в Китае. ВВП может быть рассчитан как сумма годовых денежных расходов на потребление и инвестиции в основной капитал, а также величины сальдо торгового баланса (разницы импорта и экспорта, или чистого экспорта). Разделите следующие страны: Индия, Сингапур, Россия, США, Кувейт — на две группы, в зависимости от преобладающего значения в их ВВП компонентов внутреннего потребления (группа 1), или чистого экспорта (группа 2).
Пример тестового задания второго тура:
- В каких горах ледники занимают наибольшую площадь?

А. Бырранга
Б. Большой Кавказ
В. Хибины
Г. Хребет Черского
- На каком острове расположены столицы двух государств?

А. Гаити
Б. Калимантан
В. Маврикий
Г. Самоа
Пример задания к карте второго тура:
- Что на карте указывает на особенности хозяйства проживавших на этой территории народов в период, когда она была составлена? Что составляет основу хозяйственной специализации этой территории в наше время? Перечислите основные современные центры хозяйственной деятельности, находящиеся на территории, которая показана на карте.

### Заключительный этап
Задания Олимпиады утверждаются членами Методической комиссии по проведению олимпиад по географии при Министерстве образования России. Задания ежегодно публикуются в журналах "География в школе" и "География и экология в школе XXI века". В 2015 году издан сборник заданий практического тура с 2004 по 2014 годы.
Примеры заданий теоретического тура:
- Учрежденное 6 (18) августа 1845 г. Русское географическое общество в разное время возглавляли: Ф. П. Литке, П. П. Семёнов, Ю. М. Шокальский, Н. И. Вавилов, Л. С. Берг, Е. Н. Павловский, С. В. Калесник, А. Ф. Трешников; его почетными президентами были Ю. М. Шокальский, Л. В. Комаров, В. А. Обручев.

Какие районы исследовал каждый из этих выдающихся географов и путешественников во время своих экспедиций и какой вклад внёс в науку о Земле? Перечислите известные вам географические объекты, названные в их честь.
- Все реки мира выносят за год в Мировой океан в среднем 20 млрд т. наносов. Ещё 5 млрд т. выносят ветер, ледники и процессы разрушения морских берегов. На какую величину понизилась в среднем поверхность суши за XX век за счёт эрозии?

Сравните эту величину со средними темпами денудации суши за геологическое время, которые можно определить из следующих данных: за кайнозойскую эру на дне Мирового океана накопилось 130 млн км3 терригенных (то есть, снесённых с суши) отложений. Если обнаружатся существенные различия между этими скоростями, объясните их причины (почему в современную эпоху темпы денудации суши выше или ниже, чем в среднем за длительное геологическое время). Перечислите пять районов мира, где скорости современной эрозии максимальны, для каждого из них укажите причины этого явления.
Пример задания практического тура (до 2001 года):
- В настоящее время проводятся работы по проектированию международного природно-исторического парка Берингия на стыке крайнего Северо-Востока России и Северо-Запада Америки. Представьте, что вам поручено составить туристический проспект для будущих посетителей парка. Проспект должен содержать краткую общую характеристику территории парка и как можно больше вариантов маршрутов для разных групп посетителей (школьников, туристов-спортсменов, зарубежных туристов, учёных, любителей активного отдыха и т. д.), рассчитанных на разную продолжительность путешествия и разные средства передвижения. Для каждого маршрута обязательно укажите основные объекты и пункты посещения, возможные места отдыха. Ответ проиллюстрируйте кроками (схемами) маршрутов[31].

Пример задания практического тура (после 2001 года):
- 1. Перечислите все известные вам городские поселения, входящие в агломерацию Кавказских Минеральных Вод (КМВ). Запишите их названия в соответствии с номерами на схеме.
- 2. Городская агломерация КМВ относится к конурбациям (полицентрическим агломерациям). Назовите крупнейшую по численности населения и площади конурбацию России. Перечислите пять городов, входящих в её состав.
- 3. Как называется зарубежная городская агломерация, представляющая собой классический пример конурбации? Перечислите пять городов, входящих в её состав[32].

Пример задания тестового тура:
- На каком мысе 23 сентября полуденная высота Солнца над горизонтом составляет 12,5 градусов:
  - Флигели
  - Дежнёва
  - Челюскин
  - Нордкап?

## Награды
Победители и призёры заключительного этапа Всероссийской олимпиады школьников по географии принимаются без вступительных испытаний в ведущие университеты страны на специальности, имеющие географический либо геологический профиль, а при поступлении на другие направления подготовки, результаты победителей и призёров Всероссийской олимпиады по географии признаются вузами как наивысшие результаты вступительных испытаний («100 баллов») по соответствующим предметам.

### Стипендия «Вокруг Света»
«Вокруг Света» стал главным партнёром олимпиады с 2004 года и в этом же году учредил именную стипендию одиннадцатикласснику, который лучше остальных одиннадцатиклассников справился с заданиями заключительного этапа. Победители олимпиады, которые после олимпиады становятся студентами, получают эту именную стипендию «Вокруг Света». Стипендия выплачивается им на протяжении всего периода обучения в университете. За время проведения олимпиады 9 человек стали её стипендиатами.

## Спонсоры
Спонсорами Всероссийской Олимпиады школьников по географии являются различные организации, фонды и печатные издания, так или иначе связанные с географией и с олимпиадным движением школьников. С 2004 года генеральным спонсором Олимпиады стал географический журнал «Вокруг Света». С 2009 года важным спонсором олимпиады стала компания «Навител», которая составляет одно задание для практического тура, связанное с GPS. Также помощь в организации и проведении оказывают издательства «Просвещение», «Дрофа», журналы «География и экология в школе XXI века», «География в школе» и университеты, расположенные в городах, где проводятся олимпиады.